# Villarboit
Villarboit (piemontesisch Vilarbòit) ist eine Gemeinde in der italienischen Provinz Vercelli (VC), Region Piemont.

## Lage und Einwohner
Villarboit liegt knapp 20 km nordwestlich von Vercelli und hat 371 Einwohner (Stand 31. Dezember 2023). Die Nachbargemeinden sind Albano Vercellese, Arborio, Balocco, Casanova Elvo, Collobiano, Formigliana, Greggio und San Giacomo Vercellese.
Das Gemeindegebiet umfasst eine Fläche von 25 km².

## Einzelnachweise

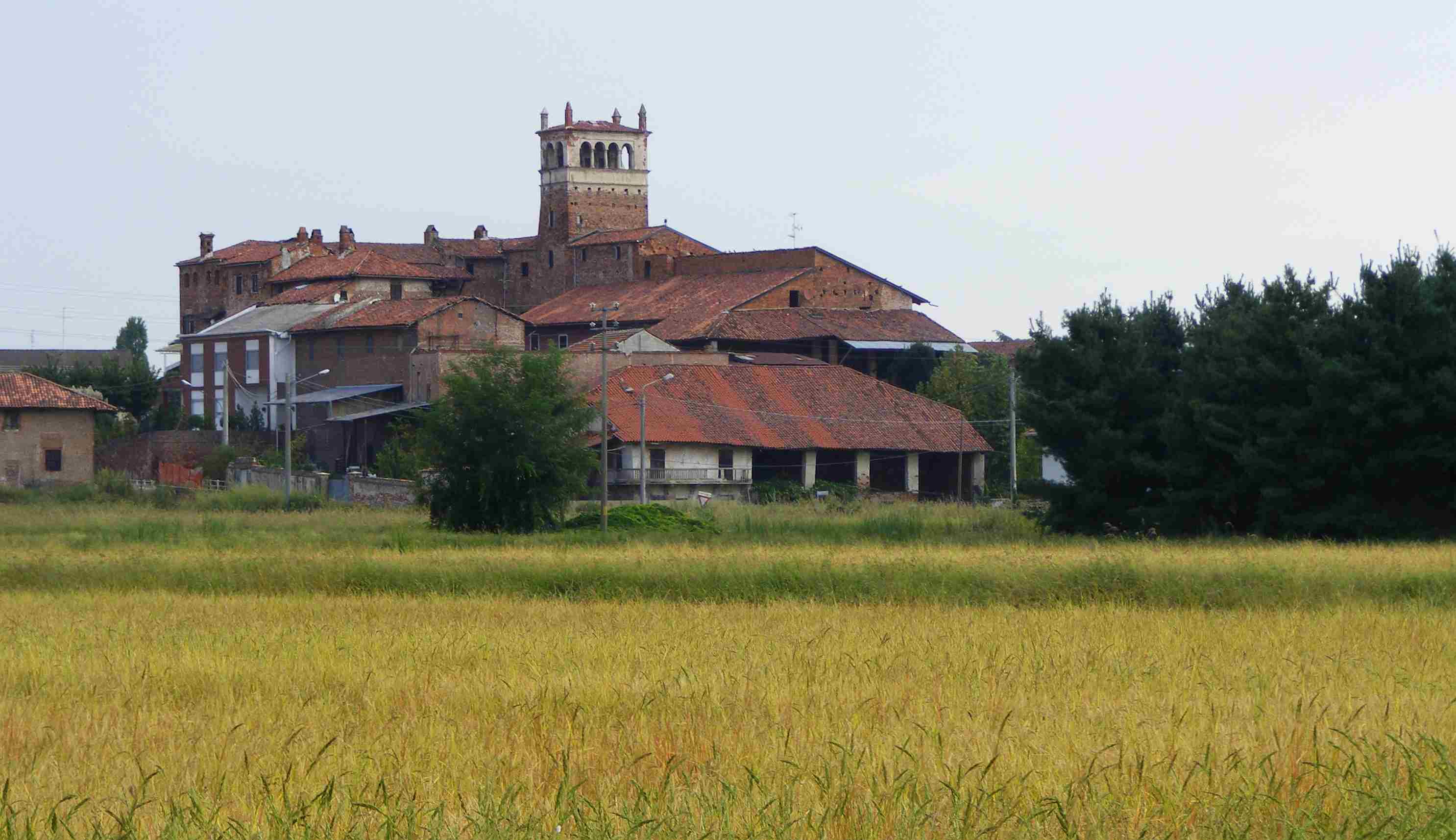